# François Ruggieri
Pour les articles homonymes, voir Ruggieri.
François Ruggieri est un producteur et réalisateur français né en 1947 à Cherbourg.

## Biographie
Divorcé d'Ève Ruggieri, il a une fille, Marion Ruggieri.

## Filmographie

### Réalisateur
- 1999 : Hygiène de l'assassin

### Producteur
- 1985 : Subway de Luc Besson

### Acteur
- 1964 : Papa play-boy (A Global Affair) de Jack Arnold
- 1985 : Subway de Luc Besson : l'homme distingué
- 1999 : Hygiène de l'assassin : Ernest Gravelin

## Publication
- Jeanne d'Arc, le stratagème, L'Éditeur, 2011[2]